# Anna Calemme
Anna Calemme (Napoli, 17 luglio 1963) è una cantautrice italiana specializzata nel repertorio della canzone napoletana.

## Biografia
A 15 anni dopo essere entrata come speaker a Radio Tutta Napoli, una radio libera partenopea, conobbe Roberto Murolo; nello stesso periodo, influenzata dalla musica di Massimo Ranieri, intraprese la carriera musicale.
Nel 1980 ha cantato in polacco col gruppo dei Carismatici al concerto per il papa Karol Wojtyła.
La conoscenza di Murolo, che la incoraggiava a proseguire nel canto napoletano, la portò nel 1982 a teatro, dove affiancò il cantante nel recital Me può sunnà.
Nel 1994 ha tenuto un'esibizione per il presidente statunitense Bill Clinton, in occasione del G7 di Napoli. L'anno successivo, e di nuovo nel 1997, ha cantato con Austin Forte la tromba d'oro italiana.
Di nuovo in teatro nel 1998 con lo spettacolo Napoli poesia e musica, è tornata al microfono nel 2000, alla manifestazione legata al festival di Sanremo Vivi il festival Palafiori. Nello stesso anno si è esibita al Festival di Napoli con la rielaborazione di brani tradizionali napoletani e con la sigla della manifestazione.
Ha pubblicato nel 2001 l'album Infiniti amori e si è esibita come "guest star" al Concerto di Primavera con Mario Merola, Francesco Merola, Little Tony e Mino Reitano, tenutosi al casinò Taj-Mahal di Atlantic City.
Il suo brano Napule 'n funno ô core è stata la sigla della trasmissione Tifosi, trasmessa sulla rete locale Tele A, e da lei presentata.
Nel 2002 accanto al gruppo sardo degli Istentales, ha vinto il Festival di Napoli con il brano Vorrei, a cui è seguito un tour che l'ha impegnata anche l'anno successivo. Nel 2003 le viene conferito il premio "Rocca d'oro", riconoscimento per coloro che si sono distinti nel campo dell'arte, della cultura, della scienza. Nel 2004 ha tenuto una tournée in Giappone e nel 2005 ha vinto il premio internazionale "Fontane di Roma" con una versione di Napul'è di Pino Daniele riarrangiata da Bruno Illiano. Nel 2007 le viene conferito il Premio internazionale Sanremo music awards come rappresentante della canzone "italo-napoletana" nel mondo. Nel 2013 recita nel primo web radiodramma italiano, "Passioni senza fine" di Giuseppe Cossentino, dando la sua voce ad una sensuale baronessa della Napoli bene, Matilde Contini.

## Discografia
- Napoli infiniti amori
- 'Na maschera
- San Gregorio Armeno
- Napule 'n funno ô core